# ロレンツ・アシニョン
- ロランツ・アシニョン

ロレンツ・アシニョン（フランス語: Lorenz Assignon、2000年6月22日 - ）は、フランスとトーゴのサッカー選手。ポジションはDF。

## クラブ歴
スタッド・レンヌの下部組織出身で、2020年3月3日にプロ契約を締結した。2020-21シーズンの後半にフランス全国選手権所属のSCバスティアに期限付き移籍し、優勝に貢献した。
2021年8月26日にUEFAヨーロッパカンファレンスリーグ 2021-22 グループリーグのローゼンボリBK戦でプロ初出場となった。2022年9月8日にはUEFAヨーロッパリーグ 2022-23 グループリーグでプロ初得点を記録、90+4分の決勝点に対してレキップ紙は「ズラタネスク」と称讃した。
2025年6月6日、VfBシュトゥットガルトに移籍した。

## 私生活
フランス生まれであるが、血筋はトーゴに持っている。父のコムラン・アシニョン、弟のローガン・アシニョンもサッカー選手である。